# Georges Dubois (géologue)
Pour les articles homonymes, voir Dubois et Georges Dubois.
Georges Eugène Antoine Dubois, né le 10 septembre 1890 à Armentières (Nord) et mort le 2 octobre 1953 à Strasbourg (Bas-Rhin), est un géologue français, professeur de géologie et de paléontologie à la Faculté des sciences de Strasbourg et directeur du Service de la carte géologique d'Alsace et de Lorraine.

## Biographie
Georges Dubois est le fils de Georges Henri Antoine Dubois (1864-1932), instituteur, et de Philomène Louise Lampin (1865-1945). Le 28 août 1919, à l’âge de 28 ans, il s'est marié à Lille avec Camille Laure Droulez (1897-1993), âgée de 22 ans, fille de Camille Droulez (1877-1968) et de Laure Eugénie Virgo (1877-1936). De cette union sont nés trois enfants.

## Publications
Tout au long de sa vie, Georges Dubois a été auteur de plusieurs textes, dont :
- L'Alsace géologique, géographique et géophysique ; avec Henri Baulig et Edmond Rothé
- Les Cordons littoraux de la Flandre française aux environs de Gravelines
- Description de la faune siluro-dévonienne de Liévin ; avec Charles Barrois et Pierre Pruvost
- Description et explication élémentaires de la carte géologique murale de l'Alsace et de la Lorraine ; avec Jacqueline Sauvage
- L'Enseignement de la géologie à l'Université de Strasbourg avant 1870
- La Géologie de l'Alsace ; avec Georges Millot (1917-1991) pour la préface
- Géologie des sols d'Alsace
- Quelques forages dans les vallées haut-rhinoises ou à leurs débouchés en plaine rhénane
- Recherches sur les terrains quaternaires du Nord de la France
- Résumé de la géologie du Palatinat rhénan et de ses abords ; avec Michel Jarovoy et Jacqueline Sauvage
- Subdivisions et nomenclature nouvelles du trias de la région Nord-Est de la France
- Sur le quaternaire du Plateau de Millevaches et le profil pollinique d'une tourbière à Barsanges (Corrèze) ; avec Louis Glangeaud
- Terrains quaternaires et modernes de la plaine maritime flamande

Il a contribué à :
- Les assises crétaciques et tertiaires dans les fosses et les sondages du Nord de la France ; de Jules Gosselet

Il a écrit la préface de :
- Monographie géologique du champ pétrolifère de Pechelbronn ; de René Schnaebele